# Gut gefragt ist halb gewonnen
Gut gefragt ist halb gewonnen war eine von Hans Rosenthal moderierte Spielshow des ZDF.

## Inhalt
Gut gefragt ist halb gewonnen war die erste Fernsehshow von Hans Rosenthal. Es handelte sich um eine Adaption seines erfolgreichen Radioquiz Wer fragt, gewinnt, welches seinerseits auf der amerikanischen Quizsendung „Twenty Questions“ basierte. Es traten zwei Prominenten-Teams gegeneinander an, die aus jeweils drei Kandidaten bestanden. Die Aufgabe der Rateteams war es, möglichst schnell vorgegebene Begriffe zu erraten. Hierzu mussten sie Rosenthal Fragen stellen, die dieser nur mit „Ja“ oder „Nein“ beantwortete. Der „Gegner“ des Rateteams war der Einsender des zu erratenden Begriffes; er erhielt für jede gestellte Frage der ersten beiden Runden einen Geldbetrag von 2,50 D-Mark, in den Runden drei und vier wurde der Betrag für jede verstrichene Sekunde ausgezahlt.

## Team
Als Rosenthals Assistentin wirkte Monika Sundermann, die ihm später auch bei KO OK, Rate mal mit Rosenthal und Dalli Dalli assistierte. Außerdem zum festen Team zählte der Schnellzeichner Oskar, der die zu erratenden Begriffe für das Publikum zeichnete. Für die musikalische Begleitung sorgte Heinrich Riethmüller mit seinem Orchester.

## Laufzeit
Die erste Sendung wurde am 26. September 1964 im ZDF ausgestrahlt. Bis 1970 gab es insgesamt 67 Folgen im Vorabendprogramm; zunächst samstags im Vorabendprogramm, ab Januar 1970 Montags. Das ZDF stellte die Show abrupt ein, nachdem Rosenthal zur ARD gewechselt war, wo er von Gerd Angermann die Quiz-Party (Untertitel: „Ein Quiz um Aktuelles von gestern und vorgestern“) übernahm.